# Brownsmead
Brownsmead (korábban Brody) az Amerikai Egyesült Államok északnyugati részén, Oregon állam Clatsop megyéjében elhelyezkedő önkormányzat nélküli település.
Névadója W. G. Brown építőmérnök. A posta 1919 és 1975 között működött.

## Fordítás
- Ez a szócikk részben vagy egészben  a   Brownsmead, Oregon című angol Wikipédia-szócikk ezen változatának fordításán alapul.  Az eredeti cikk szerkesztőit annak laptörténete sorolja fel. Ez a jelzés csupán a megfogalmazás eredetét és a szerzői jogokat jelzi, nem szolgál a cikkben szereplő információk forrásmegjelöléseként.